# Айонкур
Айонку́р (фр. Ailloncourt) — коммуна во Франции, находится в регионе Франш-Конте. Департамент — Верхняя Сона. Входит в состав кантона Сен-Совёр. Округ коммуны — Люр.
Код INSEE коммуны — 70007.

## География
Коммуна расположена приблизительно в 330 км к востоку от Парижа, в 65 км северо-восточнее Безансона, в 23 км к северо-востоку от Везуля.
По территории коммуны протекает река Лантерн.

## Население
Население коммуны на 2010 год составляло 307 человек.
| 1962 | 1968 | 1975 | 1982 | 1990 | 1999 | 2010 |
| ---- | ---- | ---- | ---- | ---- | ---- | ---- |
| 215  | 198  | 151  | 223  | 225  | 224  | 307  |

## Экономика
В 2010 году среди 197 человек трудоспособного возраста (15—64 лет) 146 были экономически активными, 51 — неактивными (показатель активности — 74,1 %, в 1999 году было 74,2 %). Из 146 активных жителей работали 126 человек (74 мужчины и 52 женщины), безработных было 20 (10 мужчин и 10 женщин). Среди 51 неактивных 8 человек были учениками или студентами, 23 — пенсионерами, 20 были неактивными по другим причинам.

## Фотогалерея
- Mairie
- Карта коммуны